# Carey McWilliams (Schütze)
Carey McWilliams (* 5. Juli 1973 in Fargo, North Dakota) ist ein US-amerikanischer Autor, Scharfschütze und Fallschirmspringer. Er wurde bekannt im Jahr 2001, als ihm als weltweit erstem Blinden ein Waffenschein ausgestellt wurde mit der Erlaubnis, Waffen zur Selbstverteidigung bei sich zu tragen. Diese Berechtigung brachte ihn in die Schlagzeilen der US-Nachrichtenagentur UPI und als Kurzdokumentation in den Dokumentarfilm Bowling for Columbine.

## Leben
Carey McWilliams ist der Sohn von Janice McWilliams. Auf Grund einer vorgeburtlichen Hirnschädigung wurde zu Beginn der Pubertät beim Zusammenwachsen der Schädelknochen sein Sehnerv abgequetscht. Trotz seiner fast 100%igen Erblindung trat er der Air Force Auxiliary bei und nahm am Schusswaffen-Training teil. Nach einem Scharfschützenkurs durch den ROTC ist er seit dem Alter von 27 Jahren im Besitz eines Waffenscheins.
Während des anschließenden Waffentests erreichte er 105 von 100 möglichen Punkten. Eine Kugel prallte gegen die Auffangscheibe und zurück durch die Zielscheibe, so dass er zusätzliche 5 Punkte zu seinem perfekten Schießergebnis gutgeschrieben bekam. Ein Schießergebnis von 100 Punkten wird nur von 40 % aller Absolventen des Abschlusstests erreicht.
Carey McWilliams heiratete am 15. Mai 2004 Victoria Rice aus Moorhead (Minnesota) und lebt heute mit ihr in Fargo (North Dakota). Nach Erscheinen einer ersten Erzählung im Sommer 2004 wurde sein erstes Buch Moonlight’s Meridian: Nuclear Terrorism and the Undead im Juli 2005 veröffentlicht. Sein autobiographisches Werk erschien am 25. Januar 2007.

## Werke
- Moonlight’s Meridian: Nuclear Terrorism And the Undead, Red Lead Books 2005 – ISBN 0-8059-8029-6
- Guide Dogs and Guns: America’s First Blind Marksman Fires Back, Airleaf Publishing 2007 – ISBN 978-1-60002-295-1